# Bolide de l'Ontario du 4 mai 2014
Le 4 mai 2014 vers 16 h 17 EDT (20 h 17 UTC), un bolide diurne s'est probablement écrasé sur le sol de la province canadienne de l’Ontario,.

## Dimension du météoroïde
Le météoroïde avait une taille estimée entre environ 50  et   100 centimètres de diamètre. L'explosion aérienne (en) a dégagé une énergie estimée à environ 10–20 tonnes de TNT. Le météore fut d'abord vu à Peterborough en Ontario au Canada, et suivait une trajectoire allant du sud-ouest vers le nord-est,. Un météore de cette taille percute la Terre environ deux fois par semaine.
Le météore était suffisamment gros pour avoir engendré des météorites. Aucun champ de dispersion n'a été trouvé pour le moment mais il devrait se trouver dans le prolongement de la trajectoire finale à faible vitesse. Selon les données des radars météorologiques, la (ou les) météorite(s) se serai(en)t écrasée(s) près de Codrington en Ontario,.